# Jenny Nowak
Jenny Nowak (20 de agosto de 2002) es una deportista alemana que compite en esquí en la modalidad de combinada nórdica. Ganó dos medallas de plata en el Campeonato Mundial de Esquí Nórdico, en los años 2023 y 2025, en el trampolín normal + 2 × 2,5 km/2 × 5 km equipo mixto.

## Palmarés internacional
| Campeonato Mundial | Campeonato Mundial  | Campeonato Mundial | Campeonato Mundial                    |
| Año                | Lugar               | Medalla            | Prueba                                |
| ------------------ | ------------------- | ------------------ | ------------------------------------- |
| 2023               | Planica (Eslovenia) | Medalla de plata   | TN + 2 × 2,5 km/2 × 5 km equipo mixto |
| 2025               | Trondheim (Noruega) | Medalla de plata   | TN + 2 × 2,5 km/2 × 5 km equipo mixto |